# Національний парк Ель-Леонсіто
Національний Парк Ель Леонсіто (ісп. Parque Nacional El Leoncito) є федеральною охоронюваною територією у провінції Сан Хуан, Аргентина, та був створений 18 вересня 2002 року.

## Опис
Парк Ель Леонсіто розташований на західних схилах хребта Сьєрра-дель-Тонталь у департаменті Каллінгаста, у 34 км від міста Барреаль. В ньому розташована репрезентативна вибірка біорізноманіття пун центральних Анд і степів південних Анд в хорошому стані консервації, а також історичні та палеонтологічні ділянки (в тому числі частина Дороги інків). Він має площу 89 706 га.
Відсутність забруднення атмосферного повітря в цьому ізольованому місці і суха погода гарантує мінімум 300 днів неперевершеної прозорості неба на рік, що робить його особливо придатним для астрономічних досліджень — у парку є дві астрономічних обсерваторії: астрономічний комплекс Ель-Леонсіто (CASLEO) і обсерваторія Фелікса Аґілара.
Територія нинішнього національного парку раніше перебувала під юрисдикцією вищевказаного астрономічного комплексу Ель-Леонсіто (під егідою Міністерства науки, технології та інновацій). Охорона якості атмосфери була центральною проблемою для астрономічного комплексу, що в свою чергу вимагало ретельного управління екологічним середовищем. Тому у 1994 році було вирішено передати територію під управління Адміністрації національних парків Аргентини як суворий природний заповідник. 18 вересня 2002 року категорію далі було підвищено до статусу національного парку на основі національного закону № 25656 після того, як його територія була передана з провінції Сан-Хуан провінції на федеральний рівень.
Клімат парку холодний, з вічною мерзлотою на ділянці у високих Андах. У пуні погода холодна і дуже суха з великою амплітудою температур. В цілому, середньорічна кількість опадів становить 200 мм.
Парк приймає туристів, але не має для них майже ніякої інфраструктури для туристів, тому рекомендується запастися перед відвідуванням. Є безкоштовний кемпінг з плитою, столами, грилями, барбекю, туалетами і гарячим душем. Крім відвідування астрономічної обсерваторії, облаштовані тропи до місцевих водних потоків і водоспадів, більшість з них низької складності та короткої довжини.

Пейзажі національного парку
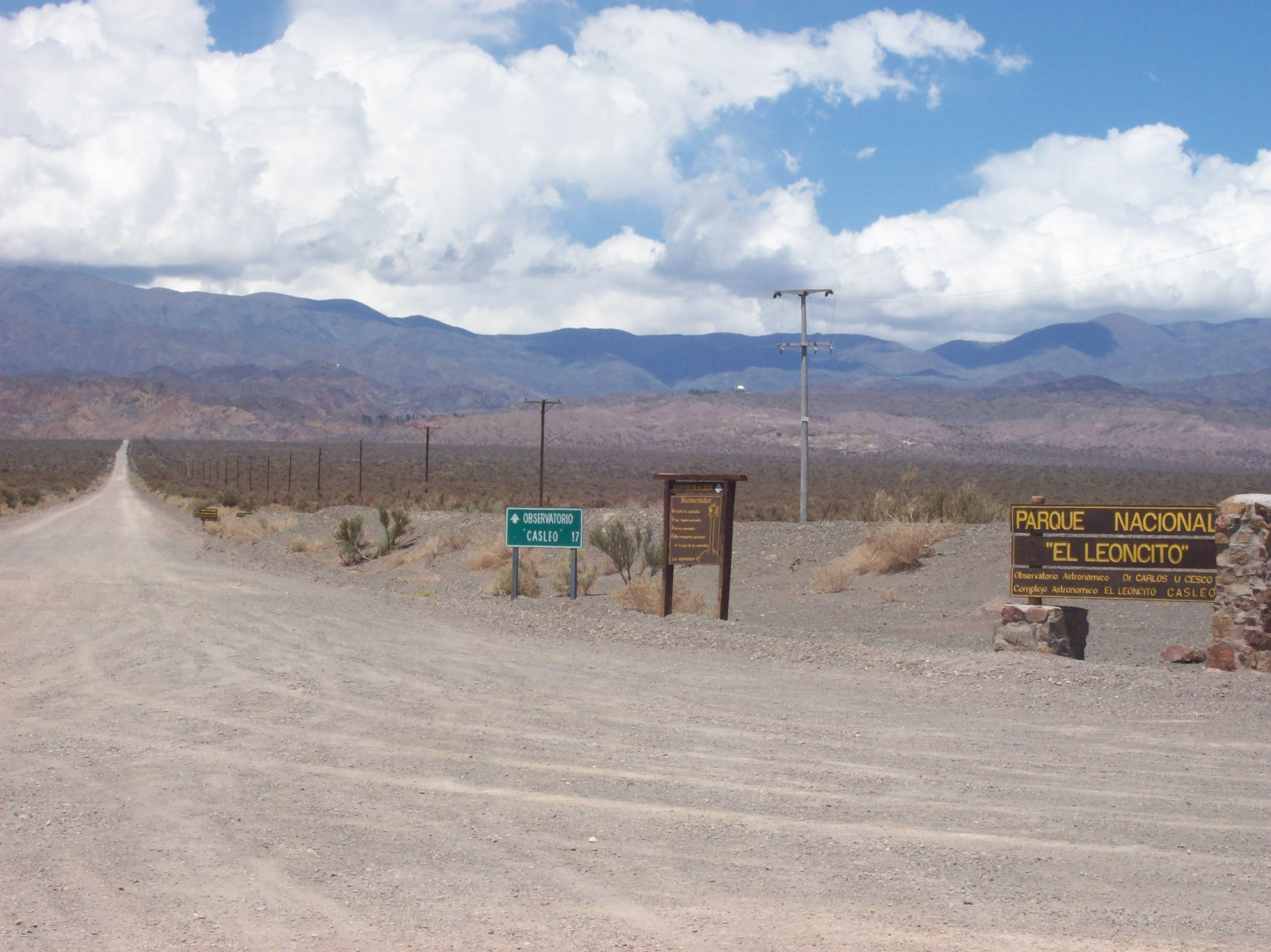
В'їзд до парку на фоні Сьєрра-дель-Тонталь
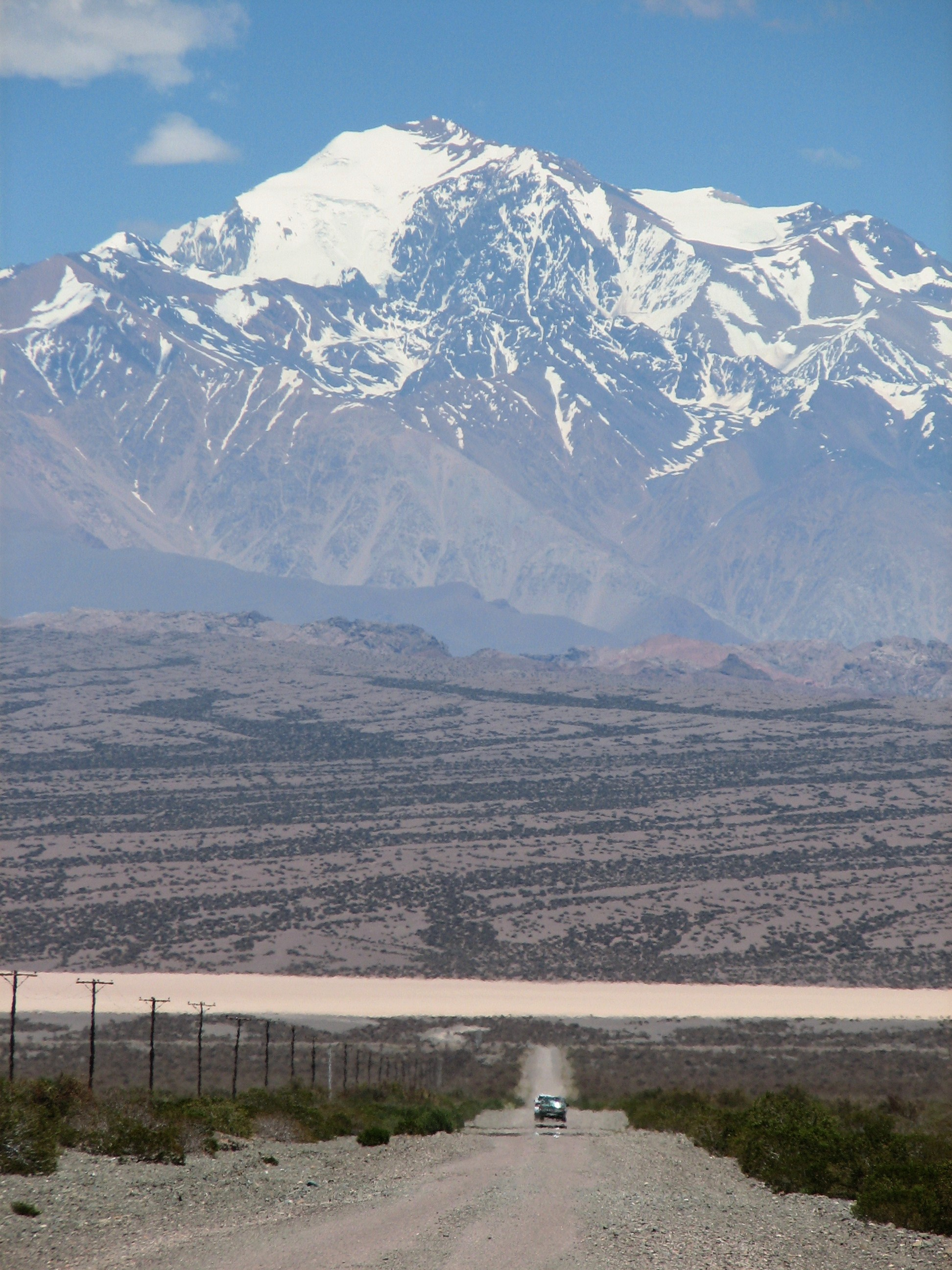
Пампа дель Леонсіто і Серро Мерседаріо на задньому плані
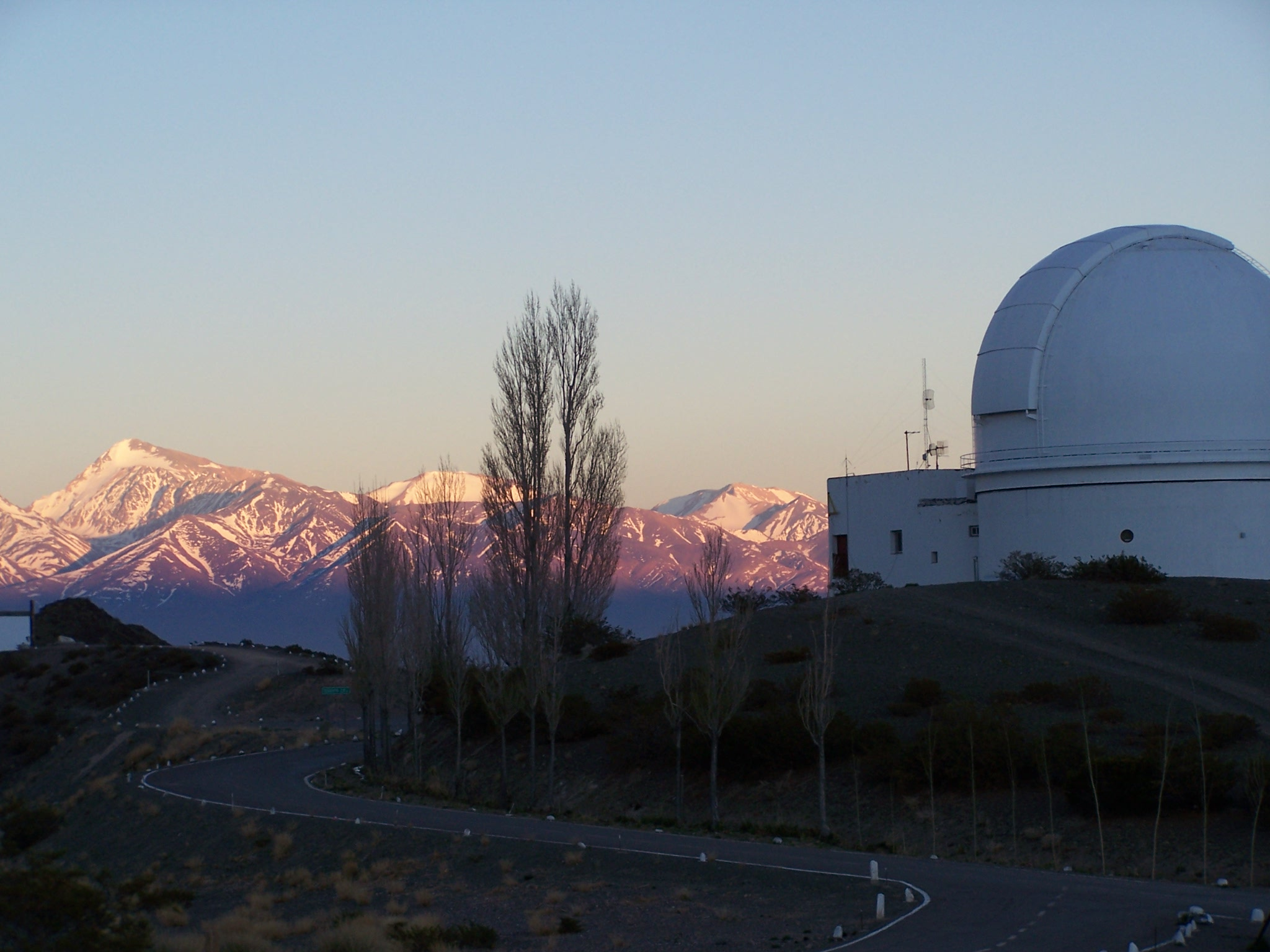
Астрономічний комплекс Ель-Леонсіто на світанку
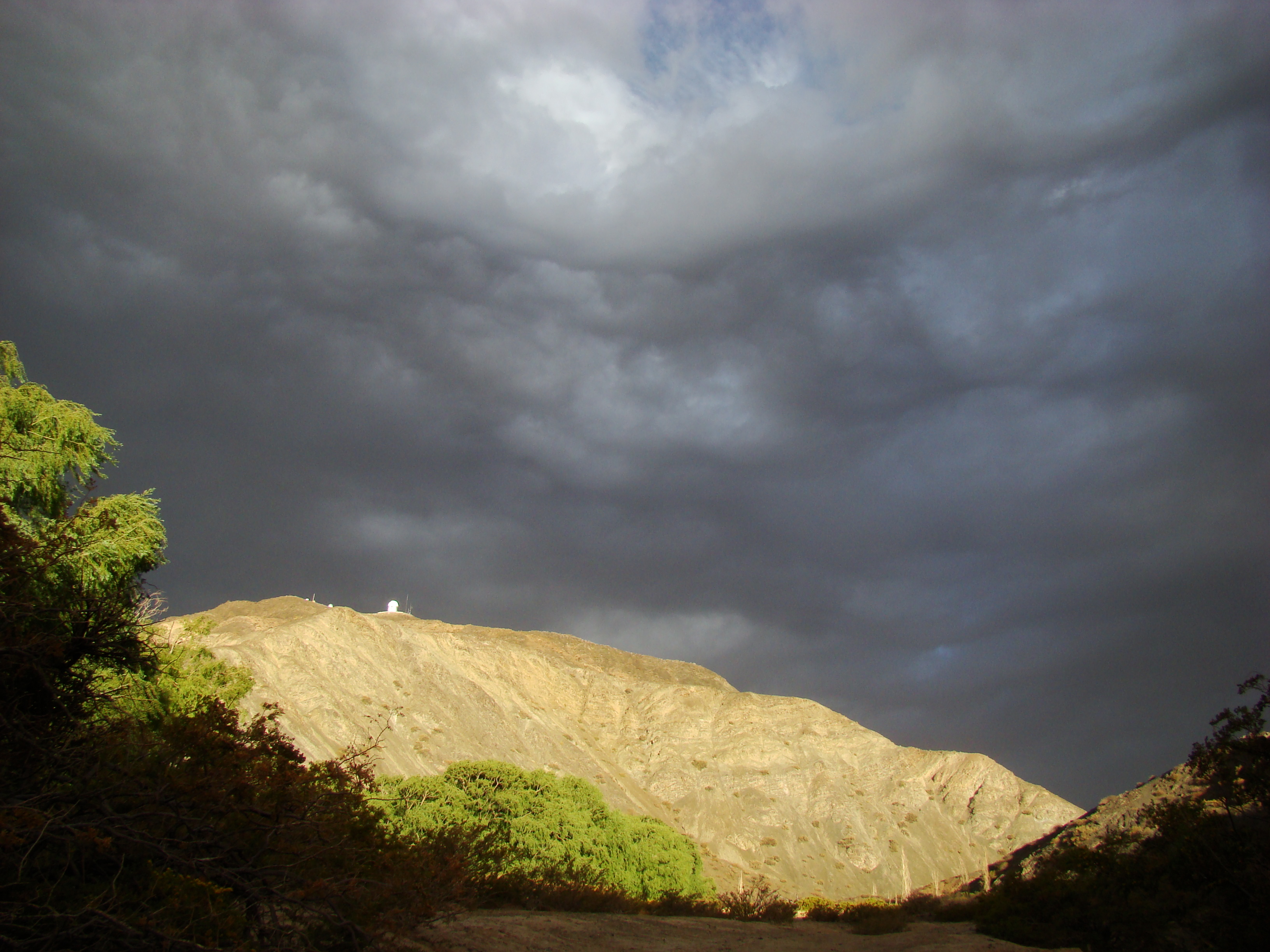
Дослідницькі будівлі комплексу
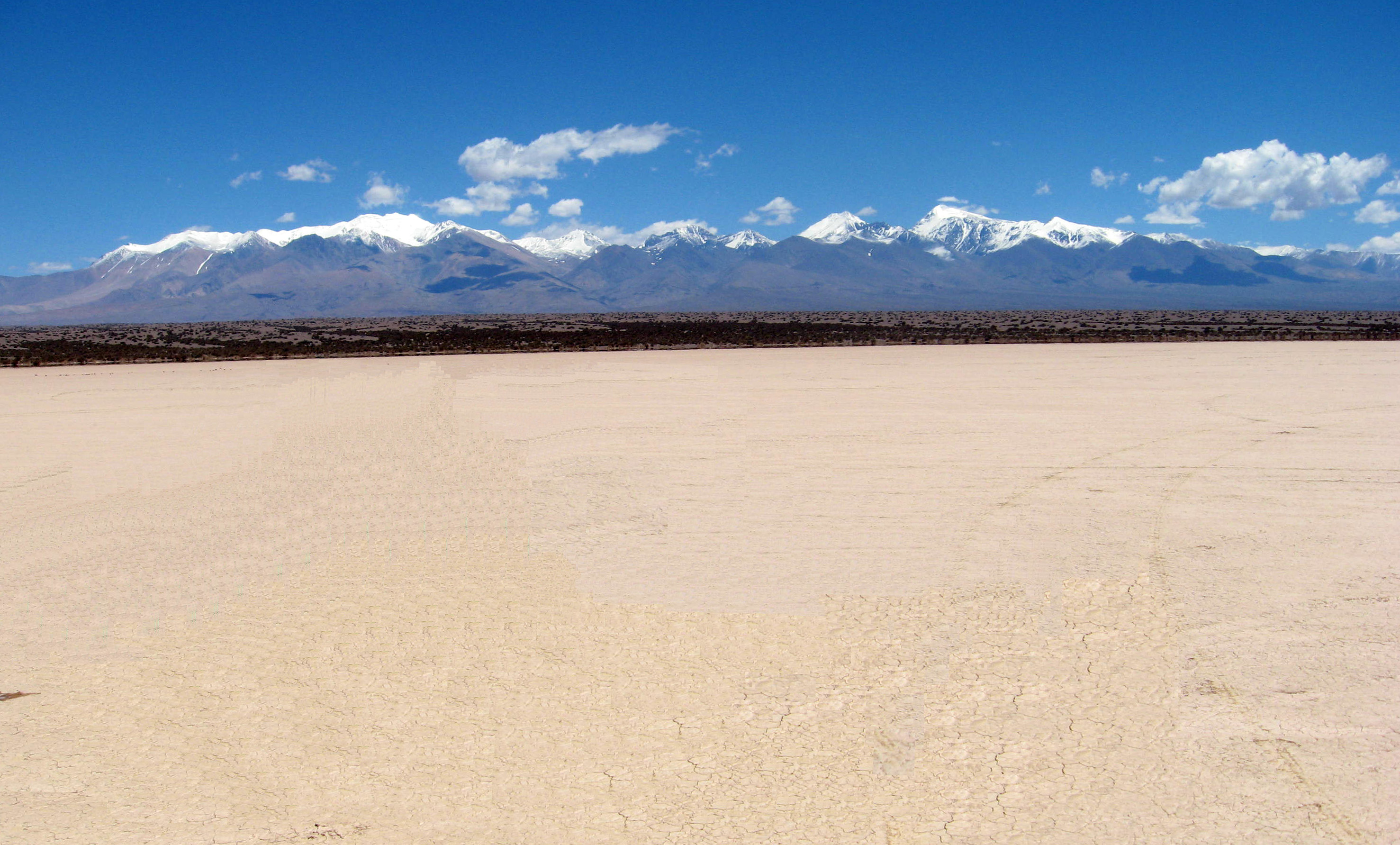
Пампа дель Леонсіто

## Біорізноманіття
Флора в основному складається з чагарників, типових для сухих гірських районів. Фауна включає важливі види, такі як гуанако, і хижих птахів, таких як сапсан.